# Кабинет Тони Блэра
Кабинет Тони Блэра (англ. Blair ministry) — 90-е, 91-е и 92-е (с момента образования в 1707 году Королевства Великобритания) правительства Великобритании под председательством Тони Блэра (1997—2007).

## Первый кабинет (1997—2001)

### Формирование
1 мая 1997 года Лейбористская партия одержала победу на парламентских выборах, прервав 18-летнее правление консерваторов. Лейбористы получили 419 мест в Палате общин против 165 у Консервативной партии и 46 — у либерал-демократов. По итогам выборов лидер лейбористов Тони Блэр сформировал свой первый кабинет, став самым молодым премьер-министром Соединённого Королевства с 1812 года, когда правительство возглавил лорд Ливерпул.
Ряд политических обозревателей отмечали, что длительное отсутствие лейбористов в исполнительной власти могло создать для них проблемы: в теневом кабинете Блэра не было ни одного человека с опытом работы в правительстве, за исключением Джона Морриса, но он не вошёл в первый кабинет Блэра, заняв должность генерального атторнея Англии и Уэльса.

### Изменения
27 июля 1998 года Блэр произвёл перестановки в правительстве, в результате которых кабинет оставили министр социального страхования Гарриет Гарман, министр транспорта Гевин Стрэнг, канцлер герцогства Ланкастерского Дэвид Кларк и лидер Палаты лордов Айвор Ричард. Новичок кабинета Питер Мандельсон назначен министром торговли и промышленности, главный парламентский организатор Ник Браун — министром сельского хозяйства, Стивен Байерс — старшим секретарём Казначейства, Маргарет Джей — лидером Палаты лордов и министром по делам женщин, министр сельского хозяйства Джек Каннингэм — министром Кабинета и канцлером герцогства Ланкастерского. Младший министр обороны Джон Рид назначен министром транспорта, но будет участвовать в заседаниях Кабинета только в случае необходимости. Министр торговли и промышленности Маргарет Бекетт перемещена на должность лидера Палаты общин, а лидер Палаты общин Энн Тэйлор стала старшим партийным организатором, а эта должность включена в состав кабинета. Старший секретарь Казначейства Алистер Дарлинг получил кресло министра социального страхования.
29 октября 1998 года министр по делам Уэльса Рон Дэвис вышел из кабинета, чтобы занять должность первого министра Уэльса, а его прежнее кресло занял Алан Майкл.
23 декабря 1998 года Питер Мандельсон подал Блэру письмо об отставке с должности министра торговли и промышленности после скандала с займом на покупку дома в размере 373 тыс. фунтов стерлингов от руководителя Счётной палаты Джеффри Робинсона, о котором он не заявил парламентским контрольным структурам. Освободившееся кресло занял старший секретарь Казначейства Стивен Байерс, а его в свою очередь заменил Алан Милберн.
17 мая 1999 года Дональд Дьюар был назначен первым министром Шотландии и оставил кабинет, а министром по делам Шотландии вместо него стал Джон Рид.
29 июля 1999 года министр по делам Уэльса Алан Майкл вышел из кабинета в связи с назначением его на должность первого министра Уэльса, его место в правительстве занял Пол Мёрфи.
11 октября 1999 года в кабинете произошла новая волна перестановок. Ряд членов правительства оставили его: министр обороны Джордж Робертсон получил назначение на должность генерального секретаря НАТО, министр здравоохранения Фрэнк Добсон решил принять участие в выборах мэра Лондона, министр Кабинета и канцлер герцогства Ланкастерского Джек Каннингэм досрочно ушёл в отставку. Джефф Хун стал министром обороны, Эндрю Смит стал старшим секретарём Казначейства, а его предшественник Алан Милберн переместился в кресло министра здравоохранения. Питер Мандельсон вернулся в Кабинет на должность министра по делам Северной Ирландии, а освободившая это место Мо Маулэм стала министром Кабинета и канцлером герцогства Ланкастерского.
24 января 2001 года вторично оставил Кабинет министр по делам Северной Ирландии Питер Мандельсон, что стало беспрецедентным событием в истории британских правительств. Причиной отставки стало признание, что Мандельсон делал противоречивые комментарии относительно заявления индийского миллионера Сричанда Хиндуджа (Srichand Hinduja) на получение британского паспорта, хотя Мандельсон при этом отрицал допущение им каких-либо нарушений. Министр по делам Шотландии Джон Рид занял его кресло, а новичок Кабинета Хелен Лиддел получила прежний портфель Рейда.

### Список
| Должность                                                                     | Имя              | Примечания                           |
| ----------------------------------------------------------------------------- | ---------------- | ------------------------------------ |
| Премьер-министр, первый лорд казначейства, министр гражданской службы         | Тони Блэр        |                                      |
| Канцлер казначейства                                                          | Гордон Браун     |                                      |
| Заместитель премьер-министра, министр окружающей среды, транспорта и регионов | Джон Прескотт    |                                      |
| Министр торговли и промышленности                                             | Маргарет Бекетт  | До 27 июля 1998                      |
| Министр торговли и промышленности                                             | Питер Мандельсон | С 27 июля по 23 декабря 1998         |
| Министр торговли и промышленности                                             | Стивен Байерс    | С 23 декабря 1998                    |
| Министр внутренних дел                                                        | Джек Стро        |                                      |
| Министр иностранных дел                                                       | Робин Кук        |                                      |
| Министр образования                                                           | Дэвид Бланкетт   |                                      |
| Министр международного развития                                               | Клер Шорт        |                                      |
| Министр по делам Северной Ирландии                                            | Мо Маулэм        | До 11 октября 1999                   |
| Министр по делам Северной Ирландии                                            | Питер Мандельсон | С 11 октября 1999 по 24 января 2001  |
| Министр по делам Северной Ирландии                                            | Джон Рид         | С 24 января 2001                     |
| Министр по делам культуры, СМИ и спорта                                       | Крис Смит        |                                      |
| Министр здравоохранения                                                       | Фрэнк Добсон     | До 11 октября 1999                   |
| Министр здравоохранения                                                       | Алан Милберн     | С 11 октября 1999                    |
| Лидер Палаты общин, лорд-председатель Совета                                  | Энн Тэйлор       | До 27 июля 1998                      |
| Лидер Палаты общин, лорд-председатель Совета                                  | Маргарет Бекетт  | С 27 июля 1998                       |
| Министр социального страхования                                               | Гарриет Гарман   | До 27 июля 1998                      |
| Министр социального страхования                                               | Алистер Дарлинг  | С 27 июля 1998                       |
| Министр по делам женщин                                                       | Гарриет Гарман   | До 27 июля 1998                      |
| Министр по делам женщин                                                       | Маргарет Джей    | С 27 июля 1998                       |
| Министр по делам Уэльса                                                       | Рон Дэвис        | До 29 октября 1998                   |
| Министр по делам Уэльса                                                       | Алан Майкл       | С 29 октября 1998 по 29 июля 1999    |
| Министр по делам Уэльса                                                       | Пол Мёрфи        | С 29 июля 1999                       |
| Министр транспорта                                                            | Гевин Стрэнг     | До 27 июля 1998                      |
| Министр по делам Шотландии                                                    | Дональд Дьюар    | До 17 мая 1999                       |
| Министр по делам Шотландии                                                    | Джон Рид         | С 17 мая 1999 по 24 января 2001      |
| Министр по делам Шотландии                                                    | Хелен Лиддел     | С 24 января 2001                     |
| Лорд-канцлер                                                                  | Дерри Ирвин      |                                      |
| Министр сельского хозяйства, рыболовства и продовольствия                     | Джек Каннингэм   | До 27 июля 1998                      |
| Министр сельского хозяйства, рыболовства и продовольствия                     | Ник Браун        | С 27 июля 1998                       |
| Министр обороны                                                               | Джордж Робертсон | До 11 октября 1999                   |
| Министр обороны                                                               | Джефф Хун        | С 11 октября 1999                    |
| Секретарь Кабинета                                                            | Робин Батлер     |                                      |
| Лидер Палаты лордов, Лорд-хранитель Малой печати                              | Айвор Ричард     | До 27 июля 1998                      |
| Лидер Палаты лордов, Лорд-хранитель Малой печати                              | Маргарет Джей    | С 27 июля 1998                       |
| Старший секретарь Казначейства                                                | Алистер Дарлинг  | До 27 июля 1998                      |
| Старший секретарь Казначейства                                                | Стивен Байерс    | С 27 июля по 23 декабря 1998         |
| Старший секретарь Казначейства                                                | Алан Милберн     | С 23 декабря 1998 до 11 октября 1999 |
| Старший секретарь Казначейства                                                | Эндрю Смит       | С 11 октября 1999                    |
| Канцлер герцогства Ланкастерского, Министр Кабинета                           | Дэвид Кларк      | До 27 июля 1998                      |
| Канцлер герцогства Ланкастерского, Министр Кабинета                           | Джек Каннингэм   | С 27 июля 1998 до 11 октября 1999    |
| Канцлер герцогства Ланкастерского, Министр Кабинета                           | Мо Маулэм        | С 11 октября 1999                    |
| Главный парламентский организатор                                             | Энн Тэйлор       | С 27 июля 1998                       |
| Также имеют право участвовать в заседаниях Кабинета                           |                  |                                      |
| Главный парламентский организатор                                             | Ник Браун        | До 27 июля 1998                      |
| Министр транспорта                                                            | Джон Рид         | С 27 июля 1998 по 17 мая 1999        |

## Второй кабинет (2001—2005)

### Формирование
7 июня 2001 года прошли новые парламентские выборы, по итогам которых лейбористы получили 413 мест в Палате общин, а консерваторы — 166. По итогам выборов Тони Блэр сформировал 8 июня 2001 года свой второй кабинет, частично за счёт перемещения прежних членов правительства из одного министерского кресла в другое.

### Изменения
29 мая 2002 года в правительстве произведены перестановки. Стивен Байерс оставил Кабинет, возглавляемое им Министерство транспорта, местного самоуправления и регионов реорганизовано: Алистер Дарлинг стал министром транспорта, Джон Прескотт добавил должности заместителя премьер-министра портфель министра местного самоуправления и регионов. Пол Боатенг стал первым в истории Соединённого Королевства чёрным членом Кабинета, получив кресло старшего секретаря Казначейства, а его предшественник Эндрю Смит переместился на прежнюю должность Дарлинга в Министерство труда и пенсий.
25 октября 2002 года министр образования Эстелл Моррис ушла в отставку, объяснив свой поступок ощущением, что не справлялась с работой в достаточной степени. Министр без портфеля и председатель Лейбористской партии Чарльз Кларк назначен министром образования, Джон Рид занял его прежнее место, Пол Мёрфи стал министром по делам Северной Ирландии, а Питер Хэйн — министром по делам Уэльса.
17 марта 2003 года лидер Палаты лордов и лорд-председатель Совета Робин Кук вышел из правительства в знак протеста против войны в Ираке. Джон Рид получил его портфель, Иан Маккартни стал министром без портфеля и председателем Лейбористской партии.
12 мая 2003 года министр международного развития Клер Шорт ушла в отставку, подвергнув резкой критике стиль правления Тони Блэра. Она заявила в числе прочего, что он нарушил данные ей обещания об усилении роли ООН в Ираке по окончании боевых действий, а также что Блэр и министр иностранных дел Джек Стро заключали за её спиной тайные сделки, и предупредила парламентариев, что премьер-министр болезненно озабочен «подысканием» для себя места в истории. Портфель Шорт получила баронесса Вэлери Эмос, ставшая первой в истории Соединённого Королевства чёрной женщиной в составе правительства.
12 июня 2003 года министр здравоохранения Алан Милберн оставил Кабинет по семейным обстоятельствам, лорд-канцлер Дерри Ирвин и министр по делам Шотландии Хелен Лиддел также ушли в отставку. Чарльз Фалконер получил портфель лорда-канцлера и одновременно стал министром по конституционным вопросам (ранее этой должности не существовало). Министр транспорта Алистер Дарлинг в дополнение к своей должности получил второй портфель министра по делам Шотландии, министр по делам Уэльса Питер Хэйн также получил одновременно второе кресло — лидера Палаты общин и лорда-председателя Совета, а Джон Рид стал министром здравоохранения.
6 октября 2003 года баронесса Вэлери Эмос назначена лидером Палаты лордов в связи со смертью 20 сентября 2003 года Гарета Уильямса, а Хилари Бенн заменил её в кресле министра международного развития.
6 сентября 2004 года министр труда и пенсий Эндрю Смит подал в отставку, и 9 сентября его преемником назначен Алан Джонсон, который стал первым бывшим профсоюзным лидером в правительстве за 40 лет. Алан Милберн вернулся в правительство на должность герцога Ланкастерского, которая до сих пор в состав кабинет Блэра не включалась. По мнению прессы, на него возлагались обязанности организатора будущей избирательной кампании лейбористов.
15 декабря 2004 года министр внутренних дел Дэвид Бланкетт ушёл в отставку, в его кресло пересел Чарльз Кларк, а министром образования вместо Кларка стала Рут Келли.

### Список
| Должность                                                             | Имя              | Примечания                                   |
| --------------------------------------------------------------------- | ---------------- | -------------------------------------------- |
| Премьер-министр, первый лорд казначейства, министр гражданской службы | Тони Блэр        |                                              |
| Канцлер казначейства                                                  | Гордон Браун     |                                              |
| Заместитель премьер-министра, первый министр                          | Джон Прескотт    |                                              |
| Министр торговли и промышленности, Министр по делам женщин            | Патрисия Хьюитт  |                                              |
| Министр внутренних дел                                                | Дэвид Бланкетт   | До 15 декабря 2004                           |
| Министр внутренних дел                                                | Чарльз Кларк     | С 15 декабря 2004                            |
| Министр иностранных дел                                               | Джек Стро        |                                              |
| Министр общего и профессионального образования                        | Эстелл Моррис    | До 25 октября 2002                           |
| Министр общего и профессионального образования                        | Чарльз Кларк     | С 25 октября 2002 по 15 декабря 2004         |
| Министр общего и профессионального образования                        | Рут Келли        | С 15 декабря 2004                            |
| Министр международного развития                                       | Клер Шорт        | До 12 мая 2003                               |
| Министр международного развития                                       | Вэлери Эмос      | С 12 мая по 6 октября 2003                   |
| Министр международного развития                                       | Хилари Бенн      | С 6 октября 2003                             |
| Министр по делам Северной Ирландии                                    | Джон Рид         | До 25 октября 2002                           |
| Министр по делам Северной Ирландии                                    | Пол Мёрфи        | С 25 октября 2002                            |
| Министр по делам культуры, СМИ и спорта                               | Тесса Джоуелл    |                                              |
| Министр здравоохранения                                               | Алан Милберн     | До 12 июня 2003                              |
| Министр здравоохранения                                               | Джон Рид         | С 12 июня 2003                               |
| Лидер Палаты общин, лорд-председатель Совета                          | Робин Кук        | До 17 марта 2003                             |
| Лидер Палаты общин, лорд-председатель Совета                          | Джон Рид         | С 17 марта по 12 июня 2003                   |
| Лидер Палаты общин, лорд-председатель Совета                          | Питер Хэйн       | С 12 июня 2003                               |
| Лидер Палаты лордов, Лорд-хранитель Малой печати                      | Гарет Уильямс    | До 20 сентября 2003                          |
| Лидер Палаты лордов, Лорд-хранитель Малой печати                      | Вэлери Эмос      | С 6 октября 2003                             |
| Министр по делам Уэльса                                               | Пол Мёрфи        | До 25 октября 2002                           |
| Министр по делам Уэльса                                               | Питер Хэйн       | С 25 октября 2002                            |
| Министр транспорта, местного самоуправления и регионов                | Стивен Байерс    | До 29 мая 2002 (министерство реорганизовано) |
| Министр транспорта                                                    | Алистер Дарлинг  | С 29 мая 2002                                |
| Министр местного самоуправления и регионов                            | Джон Прескотт    | С 29 мая 2002                                |
| Заместитель министра транспорта                                       | Джон Спеллар     |                                              |
| Министр по делам Шотландии                                            | Хелен Лиддел     | До 12 июня 2003                              |
| Министр по делам Шотландии                                            | Алистер Дарлинг  | С 12 июня 2003                               |
| Лорд-канцлер                                                          | Дерри Ирвин      | До 12 июня 2003                              |
| Лорд-канцлер                                                          | Чарльз Фалконер  | С 12 июня 2003                               |
| Министр по конституционным вопросам                                   | Чарльз Фалконер  | С 12 июня 2003                               |
| Министр обороны                                                       | Джефф Хун        |                                              |
| Старший секретарь Казначейства                                        | Эндрю Смит       | До 29 мая 2002                               |
| Старший секретарь Казначейства                                        | Пол Боатенг      | С 29 мая 2002                                |
| Министр труда и пенсий                                                | Алистер Дарлинг  | До 29 мая 2002                               |
| Министр труда и пенсий                                                | Эндрю Смит       | С 29 мая 2002 по 6 сентября 2004             |
| Министр труда и пенсий                                                | Алан Джонсон     | С 9 сентября 2004                            |
| Заместитель министра труда (minister of work)                         | Ник Браун        |                                              |
| Министр окружающей среды и сельского хозяйства                        | Маргарет Бекетт  |                                              |
| Министр без портфеля, председатель Лейбористской партии               | Чарльз Кларк     | До 25 октября 2002                           |
| Министр без портфеля, председатель Лейбористской партии               | Джон Рид         | С 25 октября 2002 по 17 марта 2003           |
| Министр без портфеля, председатель Лейбористской партии               | Иан Маккартни    | С 17 марта 2003                              |
| Канцлер герцогства Ланкастерского, Министр Кабинета                   | Алан Милберн     | С 9 сентября 2004                            |
| Также имеют право участвовать в заседаниях Кабинета                   |                  |                                              |
| Главный парламентский организатор                                     | Хилари Армстронг |                                              |

## Третий кабинет (2005—2007)

### Формирование
5 мая 2005 года состоялись парламентские выборы, по итогам которых лейбористы заручились поддержкой 36 % избирателей и получили 356 мест в Палате общин, консерваторы — 198, либерал-демократы — 62. По сравнению с выборами 2001 года преимущество лейбористов сократилось со 167 мест до 66. Блэр признал негативное влияние Иракской войны на результаты своей партии, но призвал к преодолению раскола в обществе. 6 мая в 11.00 он вместе с женой явился в Букингемский дворец, и королева Елизавета II в третий раз поручила ему формирование правительства.
Обозреватели отметили среди причин относительного ухудшения электоральных показателей лейбористов следующую: Шотландия и Уэльс традиционно в британской политике имели избыточное представительство в Палате общин по сравнению с Англией, но именно на этих территориях Лейбористская партия пользовалась поддержкой избирателей. После учреждения Шотландского парламента и Валлийской ассамблеи было принято решение уравнять их с Англией в этом отношении: количество мест от Шотландии и Уэльса снизилось с 72 в 2001 году до 59, а количество избирателей в каждом округе увеличилось с 55 337 до 67 720.
10 мая 2005 года Тони Блэр закончил формирование своего третьего кабинета.

### Изменения
2 ноября 2005 года министр труда и пенсий Дэвид Бланкетт ушёл в отставку, заявив, что трижды допускал серьёзные ошибки, за которые должен понести ответственность. Освободившийся портфель получил герцог канцлерства Ланкастерского Джон Хаттон, чьё кресло осталось вакантным на несколько месяцев.
5 мая 2006 года в Кабинете произошли существенные перестановки. Министр образования Рут Келли после скандалов, связанных с принятием на работу в школы педофилов, получила вновь созданное Министерство общин и местного самоуправления, которому были переданы соответствующие полномочия заместителя премьер-министра Джона Прескотта, сохранившего свой портфель. Маргарет Бекетт назначена министром иностранных дел (она стала первой в истории Соединённого Королевства женщиной на этой должности). Министр внутренних дел Чарльз Кларк оставил Кабинет из-за скандала, когда выяснилось, что иностранные заключённые, включая убийц и насильников, после освобождения не депортировались из страны. Его заменил Джон Рид. Дес Браун стал министром обороны, Алан Джонсон — министром образования, Алистер Дарлинг — министром торговли и промышленности, Дуглас Александер — министром транспорта и министром по делам Шотландии, Дэвид Милибэнд — министром окружающей среды и сельского хозяйства, Джек Стро — лидером Палаты общин, Хилари Армстронг — канцлером герцогства Ланкастерского и министром Кабинета, а также младшим министром по социальным вопросам (должность вне Кабинета). Иан Маккартни стал младшим министром Форин-офиса с неясными полномочиями, Джефф Хун также понижен до младшего министра по делам Европы (оба — с правом присутствовать на заседаниях Кабинета лишь в случае необходимости). В Кабинете появились новички: Стивен Тиммс назначен старшим секретарём Казначейства, Хейзел Блирс — министром без портфеля и председателем Лейбористской партии, Джеки Смит — главным парламентским организатором.
К 9 мая 2007 года было реорганизовано Министерство внутренних дел — вопросы тюремной системы, условного освобождения и исполнения приговоров были выделены из его ведения и переданы Департаменту конституционных дел, который в свою очередь был преобразован в Министерство юстиции. Возглавил новое ведомство барон Фалконер.

### Список
| Должность | Имя               | Примечания       |
| --- | ----------------- | ---------------- |
| Премьер-министр, первый лорд казначейства, министр гражданской службы                                                    | Тони Блэр         |                  |
| Канцлер казначейства | Гордон Браун      |                  |
| Заместитель премьер-министра, первый министр                                                                             | Джон Прескотт     |                  |
| Лидер Палаты общин, Лорд-хранитель Малой печати                                                                          | Джефф Хун         | До 5 мая 2006    |
| Лидер Палаты общин, Лорд-хранитель Малой печати                                                                          | Джек Стро         | С 5 мая 2006     |
| Министр по конституционным вопросам, лорд-канцлер                                                                        | Чарльз Фалконер   | До мая 2007      |
| Министр юстиции | Чарльз Фалконер   | С мая 2007       |
| Министр иностранных дел                                                                                                  | Джек Стро         | До 5 мая 2006    |
| Министр иностранных дел                                                                                                  | Маргарет Бекетт   | С 5 мая 2006     |
| Министр внутренних дел                                                                                                   | Чарльз Кларк      | До 5 мая 2006    |
| Министр внутренних дел                                                                                                   | Джон Рид          | С 5 мая 2006     |
| Министр окружающей среды и сельского хозяйства                                                                           | Маргарет Бекетт   | До 5 мая 2006    |
| Министр окружающей среды и сельского хозяйства                                                                           | Дэвид Милибэнд    | С 5 мая 2006     |
| Министр труда и пенсий                                                                                                   | Дэвид Бланкетт    | До 2 ноября 2005 |
| Министр труда и пенсий                                                                                                   | Джон Хаттон       | С 2 ноября 2005  |
| Министр транспорта | Алистер Дарлинг   | До 5 мая 2006    |
| Министр транспорта | Дуглас Александер | С 5 мая 2006     |
| Министр по делам Шотландии                                                                                               | Алистер Дарлинг   | До 5 мая 2006    |
| Министр по делам Шотландии                                                                                               | Дуглас Александер | С 5 мая 2006     |
| Министр обороны | Джон Рид          | До 5 мая 2006    |
| Министр обороны | Дес Браун         | С 5 мая 2006     |
| Министр здравоохранения                                                                                                  | Патрисия Хьюитт   |                  |
| Министр по делам культуры, СМИ и спорта                                                                                  | Тесса Джоуелл     |                  |
| Министр производственной деятельности, энергетики и промышленности (с 5 мая 2006 года министр торговли и промышленности) | Алан Джонсон      | До 5 мая 2006    |
| Министр производственной деятельности, энергетики и промышленности (с 5 мая 2006 года министр торговли и промышленности) | Алистер Дарлинг   | С 5 мая 2006     |
| Министр общего и профессионального образования                                                                           | Рут Келли         | До 5 мая 2006    |
| Министр общего и профессионального образования                                                                           | Алан Джонсон      | С 5 мая 2006     |
| Главный парламентский организатор                                                                                        | Хилари Армстронг  | До 5 мая 2006    |
| Главный парламентский организатор                                                                                        | Джеки Смит        | С 5 мая 2006     |
| Министр по делам Северной Ирландии                                                                                       | Питер Хэйн        |                  |
| Министр по делам Уэльса                                                                                                  | Питер Хэйн        |                  |
| Министр без портфеля, председатель Лейбористской партии                                                                  | Иан Маккартни     | До 5 мая 2006    |
| Министр без портфеля, председатель Лейбористской партии                                                                  | Хейзел Блирс      | С 5 мая 2006     |
| Лидер Палаты лордов, лорд-председатель Совета                                                                            | Вэлери Эмос       |                  |
| Министр международного развития                                                                                          | Хилари Бенн       |                  |
| Канцлер герцогства Ланкастерского, Министр Кабинета                                                                      | Джон Хаттон       | До 2 ноября 2005 |
| Канцлер герцогства Ланкастерского, Министр Кабинета                                                                      | Хилари Армстронг  | С 5 мая 2006     |
| Старший секретарь Казначейства                                                                                           | Дес Браун         | До 5 мая 2006    |
| Старший секретарь Казначейства                                                                                           | Стивен Тиммс      | С 5 мая 2006     |
| Младший министр общин и местного самоуправления                                                                          | Дэвид Милибэнд    | До 5 мая 2006    |
| Министр общин и местного самоуправления                                                                                  | Рут Келли         | С 5 мая 2006     |
| Также имеют право участвовать в заседаниях Кабинета                                                                      |                   |                  |
| Главный парламентский организатор Палаты лордов                                                                          | барон Грокотт     |                  |
| Генеральный атторней Англии и Уэльса                                                                                     | барон Голдсмит    |                  |
| Младший министр по делам Европы                                                                                          | Дуглас Александер | До 5 мая 2006    |
| Младший министр по делам Европы                                                                                          | Джефф Хун         | С 5 мая 2006     |
| Младший министр Форин-офиса                                                                                              | Иан Маккартни     | С 5 мая 2006     |

## Окончание полномочий
27 июня 2007 года Тони Блэр ушёл в отставку, и новым премьер-министром стал Гордон Браун, который сформировал собственный кабинет.